# Сулятицький Павло
Павло Сулятицький (*1884, Великі Сорочинці на Миргородщині—†1932, Варшава) — громадський і політичний діяч, правник, член РУП.
Мировий суддя у Маріуполі (1914—6), пізніше у Катеринодарі, де по березневій революції відограв чималу роль у політичному житті на Кубані — як член управи Кубанської Української Національної Ради і міністр юстиції Кубанської Народної Республіки (1920). На еміграції у Чехословаччині й у Польщі; помер у Варшаві.
Сулятницький — автор «Нарисів з історії революції на Кубані» (1926), нарису «Кубань» (польською мовою) і статей в «Кубанському Краї». Друкувався у варшавському двомісячнику «Sprawy Narodowościowe».

## Біографія

### Походження і освіта
Павло Сулятицький народився у Великих Сорочинцях Полтавської губернії 13 серпня 1884 року. Закінчив губернську духовну школу та Демидівський юридичний ліцей у Ярославлі. За працю «Золота валюта в Росії» одержав звання кандидата юридичних наук.

### Кар'єра
Перед Світовою війною працював кандидатом на судові посади в Судовій палаті та Окружному суді Новочеркаська.
Як фахівець, виявив себе з доброго боку. Голова Новочеркаського окружного суду Каугерт високо оцінив свого працівника, зазначивши у свідоцтві, що Павло Сулятицький "теоретично і практично цілком готовий працювати на посадах Судового слідчого, товариша Прокурора, Міського та Мирового судді. 

Невдовзі Павла Сулятицького призначили мировим суддею Маріупольського повіту Катеринославської губернії, а від 30 жовтня 1916 р. він працював на Кубані дільничним мировим суддею Катеринодара. Наступного року його обрали незмінним членом Катеринодарського з'їзду мирових суддів.

Окрім виконання професійних обов'язків, Павло Сулятицький працював заступником голови катеринодарської „Просвіти“, був членом управи Української національної ради Кубані.
Павло Сулятицький був творчою людиною, він виявив себе як публіцист та історик. Публікувався в газетах „Кубанский курьєр“, „Утро Юга“, „Местное самоуправление“, „Кубанський Край“. Він є автором кількох праць, зокрема „Генерал П. Н. Врангель…“, „Московська преса про українську справу за часів Добрармії“, „Нариси з історії революції на Кубані“ та статті „Кубань“.

## Праці
Всі праці Павла Сулятицького цікаві та пізнавальні. Однією з найвагомішою є „Нариси з історії революції на Кубані…“. „Нариси…“ видано 1925 року в Празі. В передмові до книги Павло Сулятицький пише, що про кубанські події написано вже досить багато праць, „але майже виключно росіянами“, до того ж, за винятком книги Г. Покровського „Деникинщина“ немає іншої праці, в якій би історія Кубані революційної доби була би висвітлена систематично. На жаль, зазначає Сулятицький, кубанські політичні й громадські діячі досі практично нічого не опублікували.

В „Нарисах…“ Сулятицький, зокрема, аналізує причини виникнення на Кубані антагонізму між козаками та городовиками.
Коли вільних земель на Кубані було багато, писав він, „козак знімав шапку перед новим переселенцем з України“ і прохав: „Не минайте, ріднесенький, нашого куреня… Та в нас вам, дядечку (добре буде)… Допоможемо вам і хату поставити“.
„Дядечко“ і „братік“ були не чужі люди, — продовжував Сулятицький, — то були діти та онуки Запорожців, родичі їхні та знайомі чи селяни-хлібороби з Полтавщини, Харківщини, Чернігівщини… Нових переселенців радо записували в козаки». Козацтво збільшувалося і міцніло.